# Обіух Іван Данилович
Іван Данилович Обіух (17 січня 1920, Світильня — 23 січня 1980, Київ) — український червоний козак, радянський офіцер, Герой Радянського Союзу, в роки німецько-радянської війни — понтонер-моторист катера 7-го окремого моторизованого понтонно-мостового батальйону 7-ї гвардійської армії Степового фронту, рядовий.

## Життєпис
Народився 17 січня 1920 року в селі Світильні (тепер Броварського району Київської області) в простій українській сільській родині трудових козаків-християн Київської Русі-України. Член КПРС з 1942 року. Закінчивши дев'ять класів сільської школи, працював у колгоспі.
У 1940 році призваний до лав Червоної Армії. У боях радянсько-німецької війни з червня 1941 року. Був катеристом понтонно-мостового полку у складі Південно-Західного, Сталінградського, 1-го Українського фронтів, забезпечував переправу військ через Дон, Донець, Дніпро, Дунай і інші річки.
Відзначився 26 вересня 1943 — 1 жовтня 1943 року при форсуванні Дніпра в районі острова Глинськ-Бородаєвський (біля села Бородаївки Верхньодніпровського району Дніпропетровської області). На катері забезпечував поромну переправу артилерії, танків і піхоти, чим сприяв успіху бойових дій на плацдармі.
Указом Президії Верховної Ради СРСР від 20 грудня 1943 року за успішне форсування Дніпра, переправу під вогнем противника безлічі техніки і військ і проявлені при цьому мужність і героїзм рядовому Івану Даниловичу Обіуху присвоєно звання Героя Радянського Союзу з врученням ордена Леніна і медалі «Золота Зірка» (№ 1515).

Могила Івана Обіуха

У 1945 році закінчив Московське військово-інженерне училище. З 1955 року лейтенант І. Д. Обіух в запасі. Працював начальником автоколони. Жив у Києві. Помер 23 січня 1980 року. Похований у Києві на Лук'янівському військовому кладовищі.
Нагороджений орденом Леніна, орденом Червоної Зірки, медалями.